# Deltha O'Neal
(en) Statistiques sur pro-football-reference
Deltha O'Neal, né le 30 janvier 1977 à Palo Alto en Californie, est un joueur américain professionnel de football américain qui a évolué pendant dix saisons au poste de cornerback dans la National Football League (NFL)
Au cours de sa carrière, il a joué pour les franchises des Broncos de Denver (2000-2003), des Bengals de Cincinnati (2004-2007), des Patriots de la Nouvelle-Angleterre (2008) et des Texans de Houston (2009).

## Biographie

### Carrière universitaire
Étudiant à l'université de Californie, il joue avec les Golden Bears de la Californie de 1996 à 1999.

### Carrière professionnelle
Il est sélectionné en 15e choix global lors du premier tour de la draft 2000 de la NFL par les Broncos de Denver.
Il est libéré par les Bengals le 30 août 2008
Le 1er septembre 2008, il signe chez les Patriots de la Nouvelle-Angleterre.